# Sissela Kyle

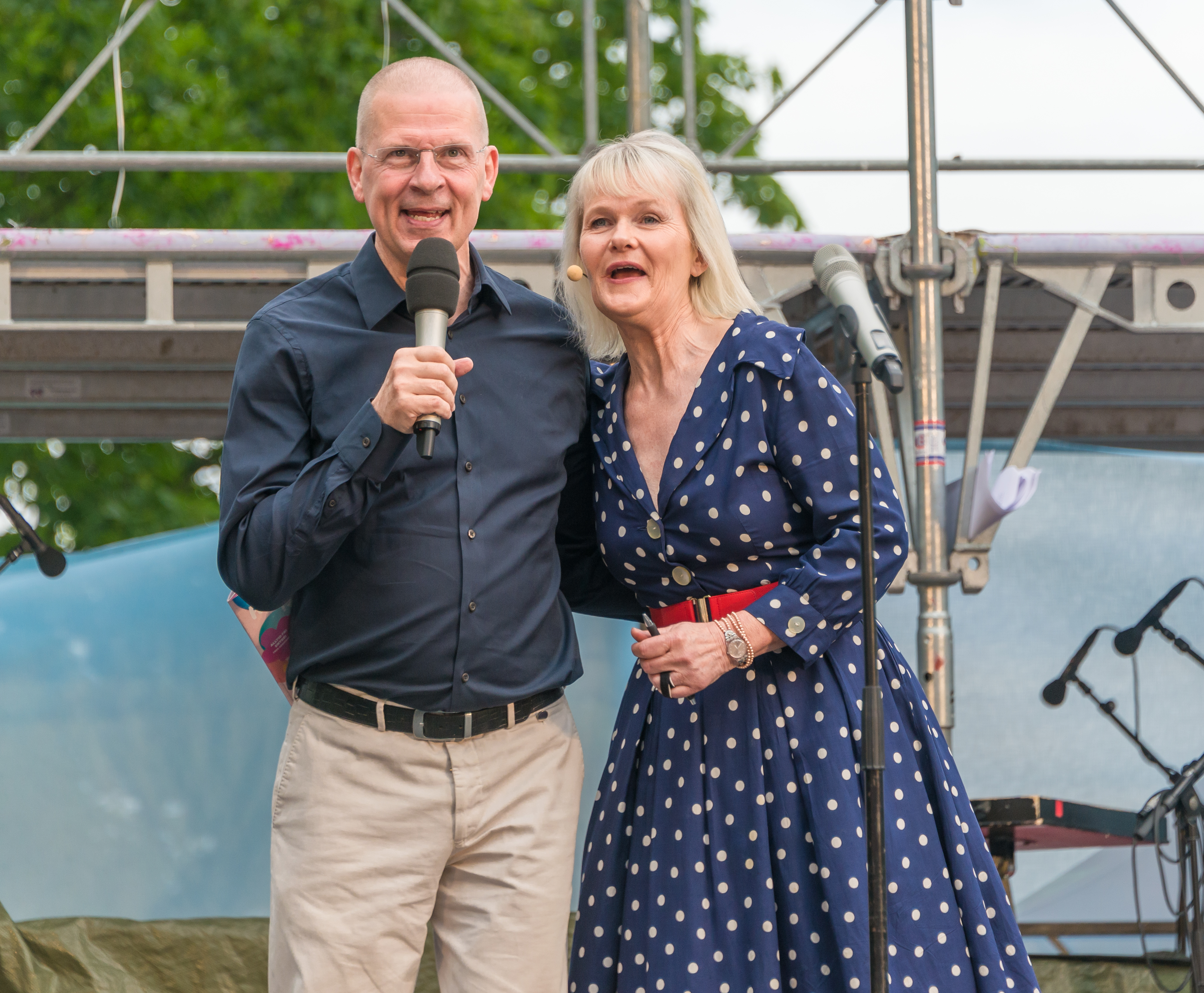
Stadsteaterns och Kulturhusets chef Benny Fredriksson och Parkteaterchefen Sissela Kyle inviger firandet i Vitabergsparken, den 11 juni 2017, av Parkteaterns bildande för exakt 75 år sedan.

Sissela Maria Kyle (uttal: /ˈsɪsːɛla ²ɕyːlɛ/), född 17 mars 1957 i Örgryte församling i Göteborg, är en svensk skådespelare, komiker och teaterchef. Hon har sedan 1980-talet figurerat i en mängd roller på teaterscenen, på film, i radio och i TV. Sedan 1998 medverkar hon i TV4:s Parlamentet, och som kåsör och imitatör har hon hörts i P1:s Godmorgon världen. Kyle är inte minst känd som skådespelare och komiker i roller med lågmälda sarkasmer. Sedan 2011 arbetar hon även som regissör, och 2014–2019 var hon chef för Parkteatern.
Kyle har fått motta ett antal branschutmärkelser, inklusive Guldmasken (fem gånger) och Karamelodiktstipendiet (2005).

## Biografi

### Bakgrund och studier
Sissela Kyle är dotter till lektor Per Gunnar Kyle och kvinnohistorikern, professor Gunhild Kyle, ogift Karlson. Hon är uppvuxen i radhusområdet Lexby i Partille utanför Göteborg.
Under uppväxten var Kyle mycket teaterintresserad, och hon var då medlem i en teatergrupp i Göteborg. När hon flyttade hemifrån bodde hon åren 1976–78 i Göteborgsstadsdelen Haga, under tiden som hon arbetade inom sjukvården och som lärarvikarie. 1978 blev hon antagen till Teaterhögskolan i Stockholm, där hon gick i samma klass som Peter Stormare, Jessica Zandén, Maria Johansson och Tomas Norström. Kyle slutförde utbildningen 1981.

### Skådespelare och programledare
Efter teaterstudierna har Kyle medverkat i en mängd olika teaterproduktioner, inklusive på Stockholms stadsteater, Dramaten, Boulevardteatern och Hamburger Börs. Andra privatteatrar där hon syntes var China och Folkan. Kyle etablerade sig tidigt som komedienn. Hon har dock även synts i mer allvarliga roller, som i Revisorn (1990) och Onkel Vanja (1994; båda på Boulevardteatern), liksom i filmsammanhang i Familjehemligheter (2001) och Ego  (2013).
Kyle syntes tidigt i Lösa förbindelser (1985) och ett flertal andra TV-produktioner. Första TV-rollen var dock i Kjell Gredes Studenten (1982). Hon har även medverkat i Muntra fruarna i Windsor, Pistvakt – En vintersaga, Zonen, Skärgårdsdoktorn och Parlamentet, där hon alltid tillhör det blå partiet. Tillsammans med scenskolekollegan Maria Johansson har hon medverkat i barn-TV-serien Tjat om mat (1991, 1993) samt sketchprogrammet Grisen och Britt-Marie (1995).
Hon är sedan 1988 medlem i Sveriges Radios och P1:s Spanarna och har under många år kåserat för samma kanals Godmorgon, världen! (där hon 2002–2005 medverkade i satirdelen På håret). Under perioden 2000–2001 var hon en av medlemmarna i föreställningen R.E.A. (Roligt Elakt Aktuellt), som också TV-sändes och där Kyle gjorde imitationer och sångnummer. Mellan 2013 och 2017 syntes hon i Fröken Frimans krig, en TV-serie som fokuserade på klass- och kvinnokamp i början av 1900-talet.
Sissela Kyle har även figurerat som programledare och presentatör i olika sammanhang. Hon var Sommarvärd i radions P1 1994, 2000, 2005 och 2019 samt Vintervärd 2012. Hon har lett Guldbaggegalan tre gånger – 2007, 2008 och 2014 – och vid flera tillfällen har hon agerat värd för Gaygalan.
Den 17 oktober 2009 var Kyle gäst i TV-programmet Här är ditt liv.
Sissela Kyle är främst känd som en humorist med en egen profil, ofta karakteriserad av en lågmäld och bitande sarkastisk ton. Vissa har benämnt framtoningen som "torrolig" och "utstuderat seriös" och jämfört med äldre svenska komiker som Lili Ziedner. Denna har presenterats i bland annat filmer som Livet är en schlager (2000) och Kopps (2003). Även ovannämnda På håret, Spanarna och Parlamentet, liksom i julkalendern Håkan Bråkan (2003) och Nisse Hults historiska snedsteg (2006), har markerats av Kyles lågmälda sarkasmer.
Våren 2024 spelade Kyle och Tuva Novotny mor och dotter i Viaplay-serien Allt och Eva. Det är en dramakomedi om en ung kvinna och oväntade förvecklingar kring ett beslut om spermadonation, en serie som hämtat inspiration till namnet från den amerikanska långfilmen Allt om Eva. Hösten samma år presenterade hon Min föreställning om mamma, en scenföreställning med sin mor, kvinnohistorikern Gunhild Kyle, i centrum. Föreställningen sattes under hösten upp som en turnerande föreställning på olika platser runt Sverige.
I september 2025 kommer hennes självbiografi CV. Livets gång.

### Regissör och teaterchef
2011 gjorde Kyle debut som regissör med Alan Ayckbourns Vänner (Absent Friends) på Stockholms stadsteater. Efter det har hon bland annat regisserat Carin Mannheimers I sista minuten (2012), Och så levde de lyckliga (2018), Korten på bordet (2021) och Chris Lees Det kan du drömma om Hilda, alla på samma scen. Hösten 2015 satte hon upp musikalen Top Hat på Malmö Opera. Senhösten 2022 sattes Tre lite äldre systrar upp på Svenska Teatern i Helsingfors, och pjäsen hade dessförinnan haft premiär via en turné med Riksteatern.
I december 2014 utsågs hon till ny chef för Parkteatern. I början av 2017 utvidgade hon Parkteaterns verksamhet med starten av året-runt-verksamheten Kretsteatern. År 2019 efterträdde Albin Flinkas Kyle som chef för Parkteatern.

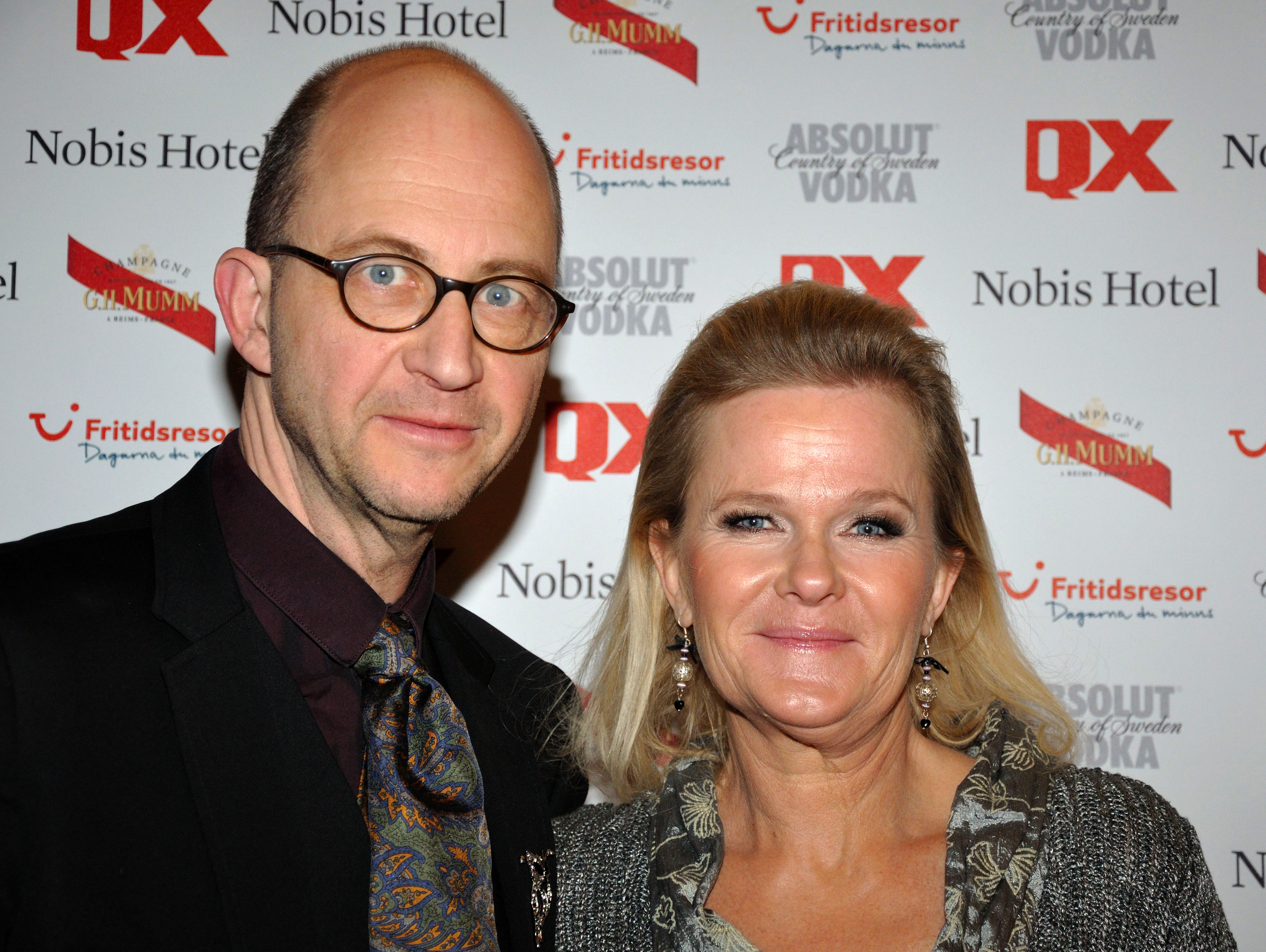
Sissela Kyle och särbon Per Naroskin, vid Gaygalan 2011.

## Privatliv
Sissela Kyle har sedan 1978 (och antagningen till Teaterhögskolan) varit bosatt i Stockholm. Hennes bror är fortfarande bosatt i Göteborg. Hon var sambo från 1981 och gift från 1987 till 1998 med Mårten Eriksson (född 1961), som hon har två barn med. Sedan 2011 har hon varit särbo med Per Naroskin, ett förhållande som 2024 övergick till samboskap.

## Priser och utmärkelser
Sissela Kyle har belönats med fem Guldmasker. Den första för sin prestation i Dubbeltrubbel på Vasateatern, därefter för Rakt ner i fickan på Maximteatern, för Chinarevyn på Chinateatern (2003–2004), för rollen som Lina Lamont i musikalen Singin' in the Rain på Oscars (2006–2007) och för sin egenproducerade föreställning Dina dagar är räknade. 2004 utsåg Aftonbladet Kyle till Sveriges roligaste kvinna.
Sissela Kyle har även belönats med Stallfåglarnas Humorpris, Povel Ramels Karamelodiktstipendiet 2005, Stockholms Stads Kulturpris 2007 och Karl Gerhard-stipendiet 2009.
År 2010 tilldelades Sissela Kyle Alf Henrikson-priset med motiveringen att hon "med kvickhet och bildning formar lysande underhållning med tankeväckande innehåll" genom tv-serien De sju dödssynderna. Samma år fick Sissela Kyle även Linköpings kommuns pris till Tage Danielssons minne, med motiveringen "Med analytisk skärpa och satirisk udd prickar hon in och tolkar möjliga trender och strömningar i tiden". År 2013 mottog hon Hasse Ekman-stipendiet, 2015 Magnoliapriset och 2016 Stora retorikpriset.
Sissela Kyle är sedan 2008 hedersledamot vid Göteborgs nation (Lunds universitet) och medlem i Gastronomiska akademien (tallrik nr 6).
År 2020 erhöll hon Medaljen Litteris et Artibus av 8:e storleken i guld (GMleta, 2020) för framstående konstnärliga insatser som skådespelare och teaterchef
| År   | Uppsättning           | Pris       | Kategori                         | Resultat  |
| ---- | --------------------- | ---------- | -------------------------------- | --------- |
| 1996 | Dubbeltrubbel         | Guldmasken | Bästa kvinnliga skådespelare     | Vann      |
| 1997 | Rakt ner i fickan     | Guldmasken | Bästa kvinnliga biroll i talpjäs | Vann      |
| 1999 | Pengarna eller livet  | Guldmasken | Bästa kvinnliga skådespelare     | Nominerad |
| 2004 | Chinarevyn            | Guldmasken | Bästa kvinnliga musikalartist    | Vann      |
| 2007 | Singin' in the rain   | Guldmasken | Bästa kvinnliga biroll           | Vann      |
| 2009 | Dina dagar är räknade | Guldmasken | Bästa kvinnliga skådespelare     | Vann      |

- Karamelodiktstipendiet,  2005
- Magnoliapriset,  2015
- Stora retorikpriset,  2016
- Litteris et Artibus,  2020
- Alf Henrikson-priset

[Redigera Wikidata]

## Filmografi
- 1982 – Zoombie (TV-serie i tre delar av Lars Molin)
- 1983 – Limpan
- 1984 – Julstrul med Staffan & Bengt – Ellen
- 1985 – Lösa förbindelser (TV-serie)
- 1988 – Liv i luckan med julkalendern
- 1989 – Ängel
- 1993 – Rederiet (Gästskådespelare avsnitt 22) – Siv
- 1994 – Svensson, Svensson
- 1996 – Zonen (TV-serie)
- 1997 – Snacka om nyheter (TV-serie)
- 1998–2020 – Parlamentet (TV-serie)
- 1998 – Riksorganet röst (TV-serie)
- 1998 – Skärgårdsdoktorn (TV-serie)
- 1999 – Dödlig drift
- 2000 – Naken
- 2000 – Livet är en schlager
- 2000–2001 – R.E.A. (Roligt Elakt Aktuellt)
- 2001 – Familjehemligheter
- 2003 – Kopps – Agneta
- 2003 – Håkan Bråkan (julkalender) – Håkans lärare
- 2004 – Eurovision Song Contest 2004 (Sketch under semi-finalen) – ”Abba: The last video
- 2004 – Fröken Sverige
- 2004 – Bombay Dreams – Anita
- 2005 – Fyra veckor i juni
- 2006 – Min frus förste älskare
- 2007 – Hjälp! (TV-serie) – Mona
- 2007 – Kommissarien och havet - I denna stilla natt (TV-serie)
- 2007 – En riktig jul (julkalender) – Ettan Nilsson
- 2007 – SissElak (samlings-dvd)
- 2008 – Vi hade i alla fall tur med vädret – igen
- 2009 – Hjälp!
- 2009 – Kenny Begins
- 2010 – Välkommen åter (TV-serie)
- 2011 – Åsa-Nisse – wälkom to Knohult
- 2013 – Familjen Holstein-Gottorp (TV-serie)
- 2013 – EGO – Sebastians mamma
- 2013 – Williams lista 2 – Lisbeth Sandén (TV-serie)
- 2013 – Tragedi på en lantkyrkogård
- 2013–2017 – Fröken Frimans krig (TV-serie)
- 2017–2019 – Enkelstöten (TV-serie)
- 2019 – Hellenius hörna (TV-serie)
- 2019 – Eld & lågor
- 2021 – Bamse och vulkanön (röst)
- 2022 – Kenny Starfighter – Dr Deo slår tillbaka (TV-serie)
- 2022 – Kronprinsen som försvann (TV-serie) (julkalender)
- 2023 – Ett sista race
- 2024 – Allt och Eva (TV-serie)
- 2024 – Doktrinen (TV-serie)
- 2025 – Blindspår (TV-serie)
- 2025 – Tidstjuven (TV-serie)

## Teater

### Roller (ej komplett)
| År   | Roll                           | Produktion                                                                          | Regi                 | Teater                   |
| ---- | ------------------------------ | ----------------------------------------------------------------------------------- | -------------------- | ------------------------ |
| 1980 |                                | Tolvskillingsoperan (Die Dreigroschenoper) Bertolt Brecht och Kurt Weill            | Lars Göran Carlson   | Parkteatern              |
| 1983 | Jenny                          | Dödsdansen August Strindberg                                                        | Göran Graffman       | Dramaten                 |
| 1986 |                                | Hotelliggaren (Two Into One) Ray Cooney                                             | Tony Verner          | Folkan                   |
| 1988 | Galina                         | Kvinnornas Decamerone (Zhenskij Dekameron) Julia Voznesenskaja                      | Lars Rudolfsson      | Orionteatern             |
| 1990 | Maria Antonovna                | Revisorn (Ревизо́р, Revizór) Nikolaj Gogol                                           | Ragnar Lyth          | Boulevardteatern         |
| 1993 | Sonja Alexandrovna Serebrjakov | Onkel Vanja (Дядя Ваня, Djadja Vanja) Anton Tjechov                                 | Joachim Siegård      | Boulevardteatern         |
| 1995 |                                | Det är väl ingenting att bråka om! Iwa Boman                                        |                      | Stockholms stadsteater   |
| 1995 | Hannah Jarvis                  | Arkadien (Arcadia) Tom Stoppard                                                     | Frej Lindqvist       | Stockholms stadsteater   |
| 1995 |                                | Dubbeltrubbel (Pyjamas Pour Six) Marc Camoletti                                     | Lars Amble           | Vasateatern              |
| 1996 |                                | Rakt ner i fickan (Cash on Delivery) Michael Cooney                                 | Lars Amble           | Maximteatern             |
| 1998 |                                | Pengarna eller livet (Funny Money) Ray Cooney                                       | Lars Amble           | Maximteatern             |
| 1998 | Anita Halldén                  | Två solröda segel Anders Elghorn                                                    | Lena Söderblom       | Stockholms stadsteater   |
| 1999 | Kate Sullivan                  | Andras pengar (Other People's Money) Jerry Sterner                                  | Lena Söderblom       | Stockholms stadsteater   |
| 2000 | Medverkande                    | XL - en flott pjäs om fett Johan Paulsen                                            | Johan Paulsen        | Stockholms stadsteater   |
| 2001 | Jelena Ivanovna Popova         | Björnen (Медведь, Medved) Anton Tjechov                                             | Bengt Järnblad       | Stockholms stadsteater   |
| 2003 | Betty                          | Limbo Margareta Garpe                                                               | Margareta Garpe      | Stockholms stadsteater   |
| 2005 | Claire                         | Balansgång (A Delicate Balance) Edward Albee                                        | Björn Melander       | Stockholms stadsteater   |
| 2006 | Lina Lamont                    | Singin' in the rain Betty Comden, Adolph Green, Arthur Freed och Nacio Herb Brown   | Bo Hermansson        | Oscarsteatern            |
| 2011 | Diana                          | Vänner (Absent Friends) Alan Ayckbourn                                              | Sissela Kyle         | Stockholms stadsteater   |
| 2016 | Medverkande                    | Medan vi väntar Per Naroskin                                                        | Fredrik Meyer        | Kulturhuset Stadsteatern |
| 2016 |                                | Tjechovskij Anton Tjechov och Pjotr Tjajkovskij                                     |                      | Kulturhuset Stadsteatern |
| 2016 | Berättare                      | Trollflöjten 2.0 Emma Sandanam och Mette Herlitz                                    | Fredrik Meyer        | Parkteatern              |
| 2017 |                                | Mitt sovjetiska nöjesliv Anton Tjechov och Pjotr Tjajkovskij                        |                      | Kretsteatern             |
| 2022 | Mariann                        | Morbror Janne – Scener från livet på landet (Дядя Ваня, Djadja Vanja) Anton Tjechov | Alexander Mørk-Eidem | Kulturhuset Stadsteatern |

### Regi (ej komplett)
| År   | Produktion                                                   | Upphovsmän                                           | Teater                   |
| ---- | ------------------------------------------------------------ | ---------------------------------------------------- | ------------------------ |
| 2011 | Vänner Absent Friends                                        | Alan Ayckbourn Översättning Anita Dahl och Leif Zern | Kulturhuset Stadsteatern |
| 2012 | I sista minuten                                              | Carin Mannheimer                                     | Stockholms stadsteater   |
| 2014 | Det kan du drömma om, Hilda Ten daydreams for Hilda McCarthy | Chris Lee                                            | Stockholms stadsteater   |
| 2015 | Top Hat                                                      | Irving Berlin, Matthew White och Howard Jacques      | Malmö Opera              |
| 2018 | Och så levde de lyckliga                                     | Lotta Olsson                                         | Kulturhuset Stadsteatern |
| 2020 | Det stora teaterkalaset Calle Norlén                         | Kulturhuset Stadsteatern                             |                          |
| 2021 | Korten på bordet                                             | Per Naroskin                                         | Kulturhuset Stadsteatern |
| 2025 | Studie i mänskligt beteende                                  | Lena Andersson Dramatisering Sofia Fredén            | Kulturhuset Stadsteatern |

### Ljudboksuppläsningar (urval)
- 2003 – Gåtan av Marianne Fredriksson
- 2004 – Sagor för busiga barn av Lennart Hellsing m.fl.